# Ponte de le Tette

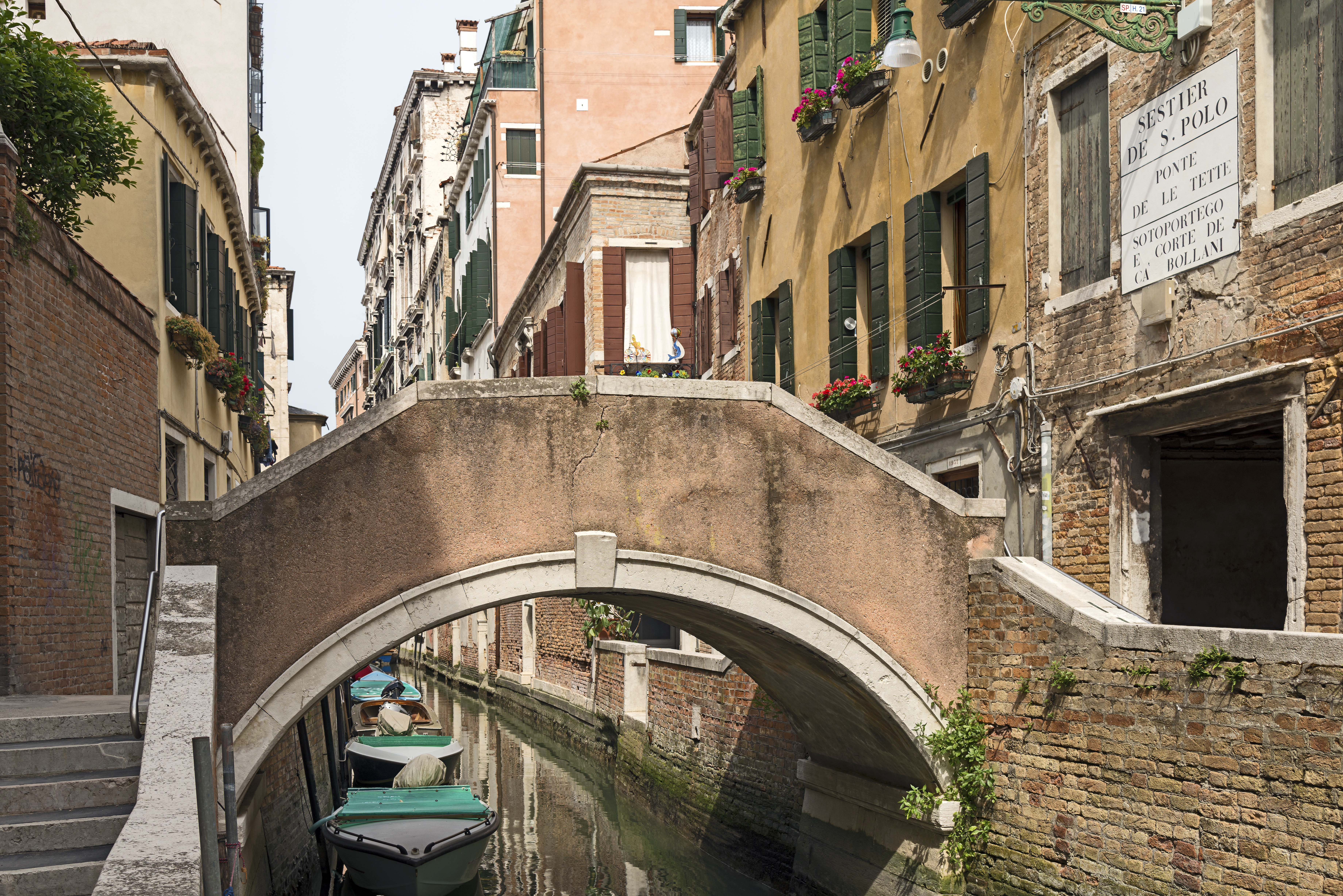
Ponte de le Tette mit dem Rio de San Cassan

Die Ponte de le Tette (italienisch Ponte delle Tette) ist eine Segmentbogenbrücke am Rande des ehemaligen Rotlichtviertels in Venedig.

## Lage
Die Brücke von bescheidenen Ausmaßen liegt abseits der Touristenströme im Westen der Altstadt von Venedig in der Pfarre San Cassan. Sie überbrückt den Kanal Rio de San Cassan  und verbindet die Fondamenta de la Stua im Sestiere Santa Croce mit den Fondamenta de le Tette im Sestiere San Polo. Die Ponte de le Tette stellt den westlichen Zugang in das ehemalige Rotlichtviertel „Carampane“ der Stadt dar.

## Beschreibung und Geschichte
Die einfache Steinbrücke besteht aus Mauerziegeln und istrischem Stein. Das Brückengeländer (venezianisch Bande) ist aus verputzten Mauerziegeln. Die Ponte del le Tette wurde im Laufe des 14. Jahrhunderts zunächst als Holzbrücke errichtet und später zur Steinbrücke umgebaut.
Ihre Bekanntheit hat sie ihrem kuriosen Namen zu verdanken. Letzterer spielt auf den Umstand an, dass in den angrenzenden Bordellen der Stadt, die Prostituierten ihre Brüste (ital. umgangssprachlich tette) zur Schau stellen mussten. Nach Giuseppe Tassini war diese Zurschaustellung vom Rat der Zehn auferlegt worden, um Männer anzulocken und sie so von der Sodomie fernzuhalten. Mit der Entscheidung wollte man der Sodomie in der Lagunenstadt Einhalt gebieten. Davon zeugen auch einige von der venezianischen Geschichtsschreibung festgehaltene Urteile der Sodomitenverfolgung, mit denen der Rat der Zehn mit aller Strenge gegen Sodomie vorging. So wurden wegen Sodomie überführte an der Piazzetta am Dogenpalast erhängt und die Leichen anschließend auf dem Scheiterhaufen verbrannt. Der Geschichtsschreiber Marin Sanudo schildert einen solchen Fall in seinem Werk Guerra di Ferrara, als am 10. Oktober 1482 der Patrizier Bernardino Correr an der Piazzetta hingerichtet wurde. Weitere Todesurteile wegen Sodomie sind von 1480, 1485, 1545 und 1590 überliefert. Unter den Hingerichteten befand sich der Pfarrer und Dichter Francesco Fabrizio, der 1545 wegen jahrelanger Sodomie an Schülern auf der Piazzetta geköpft und dessen Leiche verbrannt wurde.